# Tropicale Amissa Bongo 2023
La 25e édition du Tropicale Amissa Bongo a lieu du 23 au 29 janvier 2023 au Gabon. L'épreuve commence à Bitam et se termine à Libreville. Le parcours comprend sept étapes sur une distance totale de 931 kilomètres.
La course fait partie du calendrier UCI Africa Tour 2023 en catégorie 2.1, et fut remportée par le Français Geoffrey Soupe de l'équipe cycliste TotalEnergies.

## Équipes
Quinze équipes participent à la course - trois ProTeam, deux équipes continentales et dix équipes nationales :
| ProTeams (3)- Bingoal WB - Burgos-BH - TotalEnergies Équipe continentale- EF Education-Nippo Development Équipes nationales (10)- Algérie - Bénin - Burkina Faso - Cameroun - Côte d'Ivoire - Érythrée - Gabon - Maurice - Maroc - Rwanda |
| |

## Étapes
| Étape     | Date     | Villes étapes             | type            | Distance (km) | Dénivelé (m) | Vainqueur d'étape           | Leader du classement général |
| --------- | -------- | ------------------------- | --------------- | ------------- | ------------ | --------------------------- | ---------------------------- |
| 1re étape | 23 janv. | Bitam – Oyem              | étape de plaine | 122           | 1 306 m      | Geoffrey Soupe              | Geoffrey Soupe               |
| 2e étape  | 24 janv. | Oyem – Mitzic             | étape de plaine | 109           | 1 281 m      | Jason Tesson                | Geoffrey Soupe               |
| 3e étape  | 25 janv. | Lébamba – Mouila          | étape de plaine | 123           | 492 m        | Jason Tesson                | Jason Tesson                 |
| 4e étape  | 26 janv. | Mouila – Lambaréné        | étape de plaine | 190           | 1 174 m      | Azzedine Lagab              | Jason Tesson                 |
| 5e étape  | 27 janv. | Kango                     | étape de plaine | 130           | 461 m        | Miguel Ángel Fernández Ruiz | Jason Tesson                 |
| 6e étape  | 28 janv. | Port-Gentil – Port-Gentil | étape de plaine | 127           | 450 m        | Karl Patrick Lauk           | Geoffrey Soupe               |
| 7e étape  | 29 janv. | Cap Estérias – Owendo     | étape de plaine | 130           | 734 m        | Alexander Salby             | Geoffrey Soupe               |

## Déroulement de la course

### 1reétape
| \| Classement de l'étape \| Classement de l'étape \| Classement de l'étape \| Classement de l'étape \| Classement de l'étape \| \| Coureur \| Coureur \| Pays \| Équipe \| Temps \| \| --------------------- \| --------------------- \| --------------------- \| ---------------------------------- \| --------------------- \| \| 1er \| Geoffrey Soupe \| France \| TotalEnergies \| \| \| 2e \| Louis Blouwe \| Belgique \| Bingoal WB \| \| \| 3e \| Antonio Angulo \| Espagne \| Burgos-BH \| \| \| 4e \| Henok Mulubrhan \| Érythrée \| Green Project-Bardiani CSF-Faizanè \| \| |                 |          |                                    |       |
| |                 |          |                                    |       |
| |                 |          |                                    |       |
| Classement de l'étape |                 |          |                                    |       |
| Coureur | Coureur         | Pays     | Équipe                             | Temps |
| 1er | Geoffrey Soupe  | France   | TotalEnergies                      |       |
| 2e | Louis Blouwe    | Belgique | Bingoal WB                         |       |
| 3e | Antonio Angulo  | Espagne  | Burgos-BH                          |       |
| 4e | Henok Mulubrhan | Érythrée | Green Project-Bardiani CSF-Faizanè |       |

| \| Classement général \| Classement général \| Classement général \| Classement général \| Classement général \| \| Coureur \| Coureur \| Pays \| Équipe \| Temps \| \| ------------------ \| ------------------ \| ------------------ \| ------------------ \| ------------------ \| \| 1er \| Geoffrey Soupe \| France \| TotalEnergies \| \| \| 2e \| Louis Blouwe \| Belgique \| Bingoal WB \| \| \| 3e \| Antonio Angulo \| Espagne \| Burgos-BH \| \| \| 4e \| Cyril Barthe \| France \| Burgos-BH \| \| |                |          |               |       |
| |                |          |               |       |
| |                |          |               |       |
| Classement général |                |          |               |       |
| Coureur | Coureur        | Pays     | Équipe        | Temps |
| 1er | Geoffrey Soupe | France   | TotalEnergies |       |
| 2e | Louis Blouwe   | Belgique | Bingoal WB    |       |
| 3e | Antonio Angulo | Espagne  | Burgos-BH     |       |
| 4e | Cyril Barthe   | France   | Burgos-BH     |       |

### 2eétape
| \| Classement de l'étape \| Classement de l'étape \| Classement de l'étape \| Classement de l'étape \| Classement de l'étape \| \| Coureur \| Coureur \| Pays \| Équipe \| Temps \| \| --------------------- \| --------------------- \| --------------------- \| ---------------------------------- \| --------------------- \| \| 1er \| Jason Tesson \| France \| TotalEnergies \| \| \| 2e \| Émilien Jeannière \| France \| TotalEnergies \| \| \| 3e \| Alexander Salby \| Danemark \| Bingoal WB \| \| \| 4e \| Henok Mulubrhan \| Érythrée \| Green Project-Bardiani CSF-Faizanè \| \| |                   |          |                                    |       |
| |                   |          |                                    |       |
| |                   |          |                                    |       |
| Classement de l'étape |                   |          |                                    |       |
| Coureur | Coureur           | Pays     | Équipe                             | Temps |
| 1er | Jason Tesson      | France   | TotalEnergies                      |       |
| 2e | Émilien Jeannière | France   | TotalEnergies                      |       |
| 3e | Alexander Salby   | Danemark | Bingoal WB                         |       |
| 4e | Henok Mulubrhan   | Érythrée | Green Project-Bardiani CSF-Faizanè |       |

| \| Classement général \| Classement général \| Classement général \| Classement général \| Classement général \| \| Coureur \| Coureur \| Pays \| Équipe \| Temps \| \| ------------------ \| ------------------ \| ------------------ \| ------------------ \| ------------------ \| \| 1er \| Geoffrey Soupe \| France \| TotalEnergies \| \| \| 2e \| Jason Tesson \| France \| TotalEnergies \| \| \| 3e \| Cyril Barthe \| France \| Burgos-BH \| \| \| 4e \| Émilien Jeannière \| France \| TotalEnergies \| \| |                   |        |               |       |
| |                   |        |               |       |
| |                   |        |               |       |
| Classement général |                   |        |               |       |
| Coureur | Coureur           | Pays   | Équipe        | Temps |
| 1er | Geoffrey Soupe    | France | TotalEnergies |       |
| 2e | Jason Tesson      | France | TotalEnergies |       |
| 3e | Cyril Barthe      | France | Burgos-BH     |       |
| 4e | Émilien Jeannière | France | TotalEnergies |       |

### 3eétape
| \| Classement de l'étape \| Classement de l'étape \| Classement de l'étape \| Classement de l'étape \| Classement de l'étape \| \| Coureur \| Coureur \| Pays \| Équipe \| Temps \| \| --------------------- \| --------------------- \| --------------------- \| --------------------- \| --------------------- \| \| 1er \| Jason Tesson \| France \| TotalEnergies \| \| \| 2e \| Alexander Salby \| Danemark \| Bingoal WB \| \| \| 3e \| Geoffrey Soupe \| France \| TotalEnergies \| \| |                 |          |               |       |
| |                 |          |               |       |
| |                 |          |               |       |
| Classement de l'étape |                 |          |               |       |
| Coureur | Coureur         | Pays     | Équipe        | Temps |
| 1er | Jason Tesson    | France   | TotalEnergies |       |
| 2e | Alexander Salby | Danemark | Bingoal WB    |       |
| 3e | Geoffrey Soupe  | France   | TotalEnergies |       |

| \| Classement général \| Classement général \| Classement général \| Classement général \| Classement général \| \| Coureur \| Coureur \| Pays \| Équipe \| Temps \| \| ------------------ \| ------------------ \| ------------------ \| ---------------------------------- \| ------------------ \| \| 1er \| Jason Tesson \| France \| TotalEnergies \| \| \| 2e \| Geoffrey Soupe \| France \| TotalEnergies \| \| \| 3e \| Cyril Barthe \| France \| Burgos-BH \| \| \| 4e \| Henok Mulubrhan \| Érythrée \| Green Project-Bardiani CSF-Faizanè \| \| |                 |          |                                    |       |
| |                 |          |                                    |       |
| |                 |          |                                    |       |
| Classement général |                 |          |                                    |       |
| Coureur | Coureur         | Pays     | Équipe                             | Temps |
| 1er | Jason Tesson    | France   | TotalEnergies                      |       |
| 2e | Geoffrey Soupe  | France   | TotalEnergies                      |       |
| 3e | Cyril Barthe    | France   | Burgos-BH                          |       |
| 4e | Henok Mulubrhan | Érythrée | Green Project-Bardiani CSF-Faizanè |       |

### 4eétape
| \| Classement de l'étape \| Classement de l'étape \| Classement de l'étape \| Classement de l'étape \| Classement de l'étape \| \| Coureur \| Coureur \| Pays \| Équipe \| Temps \| \| --------------------- \| --------------------- \| --------------------- \| ---------------------- \| --------------------- \| \| 1er \| Azzedine Lagab \| Algérie \| Mouloudia Club d'Alger \| \| \| 2e \| Meron Teshome \| Érythrée \| \| \| \| 3e \| Jason Tesson \| France \| TotalEnergies \| \| \| 4e \| Émilien Jeannière \| France \| TotalEnergies \| \| |                   |          |                        |       |
| |                   |          |                        |       |
| |                   |          |                        |       |
| Classement de l'étape |                   |          |                        |       |
| Coureur | Coureur           | Pays     | Équipe                 | Temps |
| 1er | Azzedine Lagab    | Algérie  | Mouloudia Club d'Alger |       |
| 2e | Meron Teshome     | Érythrée |                        |       |
| 3e | Jason Tesson      | France   | TotalEnergies          |       |
| 4e | Émilien Jeannière | France   | TotalEnergies          |       |

| \| Classement général \| Classement général \| Classement général \| Classement général \| Classement général \| \| Coureur \| Coureur \| Pays \| Équipe \| Temps \| \| ------------------ \| ------------------ \| ------------------ \| ------------------ \| ------------------ \| \| 1er \| Jason Tesson \| France \| TotalEnergies \| \| \| 2e \| Geoffrey Soupe \| France \| TotalEnergies \| \| \| 3e \| Cyril Barthe \| France \| Burgos-BH \| \| \| 4e \| Émilien Jeannière \| France \| TotalEnergies \| \| |                   |        |               |       |
| |                   |        |               |       |
| |                   |        |               |       |
| Classement général |                   |        |               |       |
| Coureur | Coureur           | Pays   | Équipe        | Temps |
| 1er | Jason Tesson      | France | TotalEnergies |       |
| 2e | Geoffrey Soupe    | France | TotalEnergies |       |
| 3e | Cyril Barthe      | France | Burgos-BH     |       |
| 4e | Émilien Jeannière | France | TotalEnergies |       |

### 5eétape
| \| Classement de l'étape \| Classement de l'étape \| Classement de l'étape \| Classement de l'étape \| Classement de l'étape \| \| Coureur \| Coureur \| Pays \| Équipe \| Temps \| \| --------------------- \| --------------------------- \| --------------------- \| ---------------------------------- \| --------------------- \| \| 1er \| Miguel Ángel Fernández Ruiz \| Espagne \| Burgos-BH \| \| \| 2e \| Geoffrey Soupe \| France \| TotalEnergies \| \| \| 3e \| Henok Mulubrhan \| Érythrée \| Green Project-Bardiani CSF-Faizanè \| \| \| 4e \| Sergey Rostovtsev \| Russie \| Beykoz Belediyesi Spor Kulübü \| \| |                             |          |                                    |       |
| |                             |          |                                    |       |
| |                             |          |                                    |       |
| Classement de l'étape |                             |          |                                    |       |
| Coureur | Coureur                     | Pays     | Équipe                             | Temps |
| 1er | Miguel Ángel Fernández Ruiz | Espagne  | Burgos-BH                          |       |
| 2e | Geoffrey Soupe              | France   | TotalEnergies                      |       |
| 3e | Henok Mulubrhan             | Érythrée | Green Project-Bardiani CSF-Faizanè |       |
| 4e | Sergey Rostovtsev           | Russie   | Beykoz Belediyesi Spor Kulübü      |       |

| \| Classement général \| Classement général \| Classement général \| Classement général \| Classement général \| \| Coureur \| Coureur \| Pays \| Équipe \| Temps \| \| ------------------ \| ------------------ \| ------------------ \| ---------------------------------- \| ------------------ \| \| 1er \| Jason Tesson \| France \| TotalEnergies \| \| \| 2e \| Geoffrey Soupe \| France \| TotalEnergies \| \| \| 3e \| Henok Mulubrhan \| Érythrée \| Green Project-Bardiani CSF-Faizanè \| \| \| 4e \| Cyril Barthe \| France \| Burgos-BH \| \| |                 |          |                                    |       |
| |                 |          |                                    |       |
| |                 |          |                                    |       |
| Classement général |                 |          |                                    |       |
| Coureur | Coureur         | Pays     | Équipe                             | Temps |
| 1er | Jason Tesson    | France   | TotalEnergies                      |       |
| 2e | Geoffrey Soupe  | France   | TotalEnergies                      |       |
| 3e | Henok Mulubrhan | Érythrée | Green Project-Bardiani CSF-Faizanè |       |
| 4e | Cyril Barthe    | France   | Burgos-BH                          |       |

### 6eétape
| \| Classement de l'étape \| Classement de l'étape \| Classement de l'étape \| Classement de l'étape \| Classement de l'étape \| \| Coureur \| Coureur \| Pays \| Équipe \| Temps \| \| --------------------- \| --------------------- \| --------------------- \| --------------------- \| --------------------- \| \| 1er \| Karl Patrick Lauk \| Estonie \| Bingoal WB \| \| \| 2e \| Geoffrey Soupe \| France \| TotalEnergies \| \| \| 3e \| Clément Alleno \| France \| Burgos-BH \| \| \| 4e \| Hamza Amari \| Algérie \| Q36.5 Continental \| \| |                   |         |                   |       |
| |                   |         |                   |       |
| |                   |         |                   |       |
| Classement de l'étape |                   |         |                   |       |
| Coureur | Coureur           | Pays    | Équipe            | Temps |
| 1er | Karl Patrick Lauk | Estonie | Bingoal WB        |       |
| 2e | Geoffrey Soupe    | France  | TotalEnergies     |       |
| 3e | Clément Alleno    | France  | Burgos-BH         |       |
| 4e | Hamza Amari       | Algérie | Q36.5 Continental |       |

| \| Classement général \| Classement général \| Classement général \| Classement général \| Classement général \| \| Coureur \| Coureur \| Pays \| Équipe \| Temps \| \| ------------------ \| ------------------ \| ------------------ \| ----------------------------- \| ------------------ \| \| 1er \| Geoffrey Soupe \| France \| TotalEnergies \| \| \| 2e \| Hamza Amari \| Algérie \| Q36.5 Continental \| \| \| 3e \| Christopher Lagane \| Maurice \| \| \| \| 4e \| Natnael Berhane \| Érythrée \| Beykoz Belediyesi Spor Kulübü \| \| |                    |          |                               |       |
| |                    |          |                               |       |
| |                    |          |                               |       |
| Classement général |                    |          |                               |       |
| Coureur | Coureur            | Pays     | Équipe                        | Temps |
| 1er | Geoffrey Soupe     | France   | TotalEnergies                 |       |
| 2e | Hamza Amari        | Algérie  | Q36.5 Continental             |       |
| 3e | Christopher Lagane | Maurice  |                               |       |
| 4e | Natnael Berhane    | Érythrée | Beykoz Belediyesi Spor Kulübü |       |

### 7eétape
| \| Classement de l'étape \| Classement de l'étape \| Classement de l'étape \| Classement de l'étape \| Classement de l'étape \| \| Coureur \| Coureur \| Pays \| Équipe \| Temps \| \| --------------------- \| --------------------- \| --------------------- \| ---------------------------------- \| --------------------- \| \| 1er \| Alexander Salby \| Danemark \| Bingoal WB \| \| \| 2e \| Henok Mulubrhan \| Érythrée \| Green Project-Bardiani CSF-Faizanè \| \| \| 3e \| Sergey Rostovtsev \| Russie \| Beykoz Belediyesi Spor Kulübü \| \| \| 4e \| Lorrenzo Manzin \| France \| TotalEnergies \| \| |                   |          |                                    |       |
| |                   |          |                                    |       |
| |                   |          |                                    |       |
| Classement de l'étape |                   |          |                                    |       |
| Coureur | Coureur           | Pays     | Équipe                             | Temps |
| 1er | Alexander Salby   | Danemark | Bingoal WB                         |       |
| 2e | Henok Mulubrhan   | Érythrée | Green Project-Bardiani CSF-Faizanè |       |
| 3e | Sergey Rostovtsev | Russie   | Beykoz Belediyesi Spor Kulübü      |       |
| 4e | Lorrenzo Manzin   | France   | TotalEnergies                      |       |

## Classements finals

### Classement général
| \| Classement général \| Classement général \| Classement général \| Classement général \| Classement général \| \| Coureur \| Coureur \| Pays \| Équipe \| Temps \| \| ------------------ \| ------------------ \| ------------------ \| ----------------------------- \| ------------------ \| \| 1er \| Geoffrey Soupe \| France \| TotalEnergies \| 20 h 18 min 16 s \| \| 2e \| Hamza Amari \| Algérie \| Algérie \| + 29 s \| \| 3e \| Christopher Lagane \| Maurice \| Maurice \| + 34 s \| \| 4e \| Natnael Berhane \| Érythrée \| Beykoz Belediyesi Spor Kulübü \| + 36 s \| \| 5e \| Dawit Yemane \| Érythrée \| Érythrée \| + 38 s \| \| 6e \| Paul Ourselin \| France \| TotalEnergies \| + 39 s \| \| 7e \| Alexis Guérin \| France \| Bingoal WB \| + 50 s \| \| 8e \| Clément Alleno \| France \| Burgos-BH \| + 55 s \| \| 9e \| Karl Patrick Lauk \| Estonie \| Bingoal WB \| + 1 min 18 s \| \| 10e \| Jason Tesson \| France \| TotalEnergies \| + 1 min 39 s \| |                    |          |                               |                  |
| |                    |          |                               |                  |
| Source : ProCyclingStats |                    |          |                               |                  |
| Classement général |                    |          |                               |                  |
| Coureur | Coureur            | Pays     | Équipe                        | Temps            |
| 1er | Geoffrey Soupe     | France   | TotalEnergies                 | 20 h 18 min 16 s |
| 2e | Hamza Amari        | Algérie  | Algérie                       | + 29 s           |
| 3e | Christopher Lagane | Maurice  | Maurice                       | + 34 s           |
| 4e | Natnael Berhane    | Érythrée | Beykoz Belediyesi Spor Kulübü | + 36 s           |
| 5e | Dawit Yemane       | Érythrée | Érythrée                      | + 38 s           |
| 6e | Paul Ourselin      | France   | TotalEnergies                 | + 39 s           |
| 7e | Alexis Guérin      | France   | Bingoal WB                    | + 50 s           |
| 8e | Clément Alleno     | France   | Burgos-BH                     | + 55 s           |
| 9e | Karl Patrick Lauk  | Estonie  | Bingoal WB                    | + 1 min 18 s     |
| 10e | Jason Tesson       | France   | TotalEnergies                 | + 1 min 39 s     |

### Classements annexes
| Classement par points | Classement par points | Classement par points | Classement par points              | Classement par points |
| Coureur               | Coureur               | Pays                  | Équipe                             | Points                |
| --------------------- | --------------------- | --------------------- | ---------------------------------- | --------------------- |
| 1er                   | Geoffrey Soupe        | France                | TotalEnergies                      | 138 pts               |
| 2e                    | Jason Tesson          | France                | TotalEnergies                      | 112 pts               |
| 3e                    | Henok Mulubrhan       | Érythrée              | Green Project-Bardiani CSF-Faizanè | 105 pts               |
| 4e                    | Hamza Amari           | Algérie               | Algérie                            | 95 pts                |
| 5e                    | Émilien Jeannière     | France                | TotalEnergies                      | 95 pts                |
| 6e                    | Youssef Bdadou        | Maroc                 | Maroc                              | 83 pts                |
| 7e                    | Cyril Barthe          | France                | Burgos-BH                          | 78 pts                |
| 8e                    | Natnael Berhane       | Érythrée              | Beykoz Belediyesi Spor Kulübü      | 76 pts                |
| 9e                    | Sergey Rostovtsev     | Russie                | Beykoz Belediyesi Spor Kulübü      | 64 pts                |
| 10e                   | Antonio Angulo        | Espagne               | Burgos-BH                          | 62 pts                |

| Classement par points | Classement par points | Classement par points | Classement par points              | Classement par points |
| Coureur               | Coureur               | Pays                  | Équipe                             | Points                |
| --------------------- | --------------------- | --------------------- | ---------------------------------- | --------------------- |
| 1er                   | Geoffrey Soupe        | France                | TotalEnergies                      | 138 pts               |
| 2e                    | Jason Tesson          | France                | TotalEnergies                      | 112 pts               |
| 3e                    | Henok Mulubrhan       | Érythrée              | Green Project-Bardiani CSF-Faizanè | 105 pts               |
| 4e                    | Hamza Amari           | Algérie               | Algérie                            | 95 pts                |
| 5e                    | Émilien Jeannière     | France                | TotalEnergies                      | 95 pts                |
| 6e                    | Youssef Bdadou        | Maroc                 | Maroc                              | 83 pts                |
| 7e                    | Cyril Barthe          | France                | Burgos-BH                          | 78 pts                |
| 8e                    | Natnael Berhane       | Érythrée              | Beykoz Belediyesi Spor Kulübü      | 76 pts                |
| 9e                    | Sergey Rostovtsev     | Russie                | Beykoz Belediyesi Spor Kulübü      | 64 pts                |
| 10e                   | Antonio Angulo        | Espagne               | Burgos-BH                          | 62 pts                |

| Classement de la montagne | Classement de la montagne | Classement de la montagne | Classement de la montagne | Classement de la montagne |
| Coureur                   | Coureur                   | Pays                      | Équipe                    | Points                    |
| ------------------------- | ------------------------- | ------------------------- | ------------------------- | ------------------------- |
| 1er                       | Lennert Teugels           | Belgique                  | Bingoal WB                | 18 pts                    |
| 2e                        | Mario Aparicio            | Espagne                   | Burgos-BH                 | 14 pts                    |
| 4e                        | Azzedine Lagab            | Algérie                   | Algérie                   | 5 pts                     |
| 5e                        | Paul Daumont              | Burkina Faso              | Burkina Faso              | 5 pts                     |
| 6e                        | Antonio Angulo            | Espagne                   | Burgos-BH                 | 5 pts                     |
| 7e                        | Meron Teshome             | Érythrée                  | Érythrée                  | 4 pts                     |
| 8e                        | Ephrem Ghebrehiwet        | Érythrée                  | Érythrée                  | 3 pts                     |
| 9e                        | El Houçaine Sabbahi       | Maroc                     | Maroc                     | 3 pts                     |
| 10e                       | Moïse Mugisha             | Rwanda                    | Rwanda                    | 3 pts                     |

| Classement de la montagne | Classement de la montagne | Classement de la montagne | Classement de la montagne | Classement de la montagne |
| Coureur                   | Coureur                   | Pays                      | Équipe                    | Points                    |
| ------------------------- | ------------------------- | ------------------------- | ------------------------- | ------------------------- |
| 1er                       | Lennert Teugels           | Belgique                  | Bingoal WB                | 18 pts                    |
| 2e                        | Mario Aparicio            | Espagne                   | Burgos-BH                 | 14 pts                    |
| 4e                        | Azzedine Lagab            | Algérie                   | Algérie                   | 5 pts                     |
| 5e                        | Paul Daumont              | Burkina Faso              | Burkina Faso              | 5 pts                     |
| 6e                        | Antonio Angulo            | Espagne                   | Burgos-BH                 | 5 pts                     |
| 7e                        | Meron Teshome             | Érythrée                  | Érythrée                  | 4 pts                     |
| 8e                        | Ephrem Ghebrehiwet        | Érythrée                  | Érythrée                  | 3 pts                     |
| 9e                        | El Houçaine Sabbahi       | Maroc                     | Maroc                     | 3 pts                     |
| 10e                       | Moïse Mugisha             | Rwanda                    | Rwanda                    | 3 pts                     |

| Classement du meilleur jeune | Classement du meilleur jeune | Classement du meilleur jeune | Classement du meilleur jeune | Classement du meilleur jeune |
| Coureur                      | Coureur                      | Pays                         | Équipe                       | Temps                        |
| ---------------------------- | ---------------------------- | ---------------------------- | ---------------------------- | ---------------------------- |
| 1er                          | Hamza Amari                  | Algérie                      | Algérie                      | 20 h 18 min 45 s             |
| 2e                           | Clément Alleno               | France                       | Burgos-BH                    | + 26 s                       |
| 3e                           | Henok Mulubrhan              | Érythrée                     | Érythrée                     | + 1 min 21 s                 |
| 4e                           | Louis Blouwe                 | Belgique                     | Bingoal WB                   | + 1 min 30 s                 |
| 5e                           | Ephrem Ghebrehiwet           | Érythrée                     | Érythrée                     | + 1 min 37 s                 |

| Classement du meilleur jeune | Classement du meilleur jeune | Classement du meilleur jeune | Classement du meilleur jeune | Classement du meilleur jeune |
| Coureur                      | Coureur                      | Pays                         | Équipe                       | Temps                        |
| ---------------------------- | ---------------------------- | ---------------------------- | ---------------------------- | ---------------------------- |
| 1er                          | Hamza Amari                  | Algérie                      | Algérie                      | 20 h 18 min 45 s             |
| 2e                           | Clément Alleno               | France                       | Burgos-BH                    | + 26 s                       |
| 3e                           | Henok Mulubrhan              | Érythrée                     | Érythrée                     | + 1 min 21 s                 |
| 4e                           | Louis Blouwe                 | Belgique                     | Bingoal WB                   | + 1 min 30 s                 |
| 5e                           | Ephrem Ghebrehiwet           | Érythrée                     | Érythrée                     | + 1 min 37 s                 |

| Classement par équipes | Classement par équipes         | Classement par équipes | Classement par équipes |
| Équipe                 | Équipe                         | Pays                   | Temps                  |
| ---------------------- | ------------------------------ | ---------------------- | ---------------------- |
| 1re                    | TotalEnergies                  | France                 | 60 h 58 min 14 s       |
| 2e                     | Bingoal WB                     | Belgique               | + 0 s                  |
| 3e                     | Érythrée                       | Érythrée               | + 1 min 10 s           |
| 4e                     | EF Education-Nippo Development | États-Unis             | + 1 min 44 s           |
| 5e                     | Rwanda                         | Rwanda                 | + 1 min 58 s           |

| Classement par équipes | Classement par équipes         | Classement par équipes | Classement par équipes |
| Équipe                 | Équipe                         | Pays                   | Temps                  |
| ---------------------- | ------------------------------ | ---------------------- | ---------------------- |
| 1re                    | TotalEnergies                  | France                 | 60 h 58 min 14 s       |
| 2e                     | Bingoal WB                     | Belgique               | + 0 s                  |
| 3e                     | Érythrée                       | Érythrée               | + 1 min 10 s           |
| 4e                     | EF Education-Nippo Development | États-Unis             | + 1 min 44 s           |
| 5e                     | Rwanda                         | Rwanda                 | + 1 min 58 s           |